# فيروس أبوف ميدين
فيروس أبوف ميدين (بالإنجليزية: Above Maiden virus)‏ هو نمط مصلي فيروسي ضمن جنس الفيروس الوقبي.